# Померанија
Померанија је историјска област на северозападу средње Европе. Назив Померанија (од словенског Поморје или Поморјанија) област је добила по Поморјанима, западнословенском племену које ју је насељавало Излази на Балтичко море, а простире се између река Одре и Висле. Насељена је претежно Словенима. Током 10. века њоме су владали пољски краљеви, а крајем 12. столећа почињу да је насељавају Немци, највише у западним и централним деловима. Од 1308, источну Померанију су држали витезови тевтонског реда све док је Пољаци нису повратили 1466. За време Светог римског царства овом регијом владају пољске војводе све до 17. века. Бранденбуршки кнез је припаја 1637. године. 1815. Пруска се уједињује са западном и централном Померанијом и назива је Померн. Већина ове регије припада Пољској, док мањи, најзападнији део, припада Немачкој.

## Галерија
- Грб Помераније у Краљевини Пруској
- Провинција Померанија у Немачком царству, 1870.
- Грб Помераније од 15–17. века
- Грб Помераније